# 神田武夫
神田 武夫（かんだ たけお、1922年 - 1943年7月27日）は、京都府出身のプロ野球選手（投手）。

## 来歴

### 京都商業時代
京都商業では投手として徳網茂捕手とバッテリーを組み、1939年夏から1940年夏まで3季連続で甲子園大会に出場。
1939年夏の第25回全国中等学校優勝野球大会の1回戦で仁川商業を4安打1失点に抑えて3-1で甲子園初勝利を挙げる。続く2回戦は、この大会で全5試合を完封して優勝した嶋清一投手の海草中学と対戦。神田は10安打を浴び、打線も嶋投手に2安打完封されて0-5で敗れた。
翌1940年春の第17回選抜中等学校野球大会では、4番打者・投手として出場。初戦で中京商業を7安打1失点に抑えて6-1で2回戦を突破、準々決勝では延長11回、2-1のサヨナラ勝利で竹村正泰中堅手が1番を打つ平安中学を破った。準決勝では前年の優勝投手・松本貞一と投げ合い、相手エラーで得た2点を守りきって3安打完封勝利で東邦商業のセンバツ2連覇を阻止。決勝では全試合を完封して勝ち上がってきた大島信雄投手の岐阜商業と対戦、両チーム無得点でむかえた8回裏に代打の高山泰夫にタイムリーヒットを打たれるなど2点を奪われて0-2で惜敗。準優勝に終わったが、「大会優秀選手賞」に選ばれた13人の内の一人として表彰を受けた。
同年夏の第26回全国中等学校優勝野球大会では2回戦で台北第一中学を4安打1失点に抑えて3-1で勝利したが、準々決勝で夏の甲子園大会2連覇を狙う海草中学と前年に引き続き再び対戦。真田重蔵投手と投げ合い、延長12回表に1点を勝ち越され、3-4で敗れた。

### 南海時代
1941年に南海軍に入団。背番号は19。既に多くの主力選手が応召で欠けており、神田は1年目から先発としてチームを支え、25勝15敗、防御率1.59を記録。チーム全体の43勝（41敗）の半分以上を稼ぎ、少ない投手陣の中で、川崎徳次と合わせて全イニングの8割の登板となった。1942年は前年に投手陣を共に支えた川崎徳次が病気となり、補強した新戦力が軒並み使い物にならず、それだけに神田にかかる比重が大きくなった。チームは序盤こそ首位に立つ事もあったものの、夏以降は連敗を重ねて順位を落とす中、神田は20敗したものの24勝を挙げ防御率も1.14と、南海のエースとして活躍を見せた。
しかし神田は、実はプロ入り直前に肺病を患っており、普段は常にマスクを着けている状態で、マウンドに立つ時のみマスクを外してユニフォームのポケットに入れたハンカチを時折口に当てて咳き込みながら投げ続けていた。プレー中に喀血したこともあったという。1942年のシーズン終了と同時に病床に伏し、以後登板のないまま1943年7月27日に死去。選手生活はわずか2年であったが、戦中の南海球団を支えた。

## 選手としての特徴
剛速球ではなかったが、ボールに非常に切れがあり、制球力も良かった。落ちるドロップやシュートを投げ、特に縦に鋭く曲がるドロップが一番の武器であった。南海時代の同僚であった川崎徳次から「私が足元にも及ばないようなバランスのいい投手だった」と評されている。

## 人物
温和な顔つきで、紅顔可憐な美少年であったが、よく試合の夢を見て寝言で「こん畜生」「この野郎」と何度も言うなど、激しい気性の持ち主だった。
戦前の職業野球のボールは、手まりに近い様な質の悪い物だった。そのため、ファールでボールが変形する事がよくあり、その度に投手はボールの交換を要求するが、神田は違った。「ボールを交換してはダメだ。変形したボールは、投手にも予測不可能な変化をする。逆にそれを利用すればいいんだ」と言っている。

## 詳細情報

### 年度別投手成績
| 年 度     | 球 団     | 登 板 | 先 発 | 完 投 | 完 封 | 無 四 球 | 勝 利 | 敗 戦 | セ 丨 ブ | ホ 丨 ル ド | 勝 率 | 打 者 | 投 球 回 | 被 安 打 | 被 本 塁 打 | 与 四 球 | 敬 遠 | 与 死 球 | 奪 三 振 | 暴 投 | ボ 丨 ク | 失 点 | 自 責 点 | 防 御 率 | W H I P |
| --------- | --------- | ----- | ----- | ----- | ----- | -------- | ----- | ----- | -------- | ----------- | ----- | ----- | -------- | -------- | ----------- | -------- | ----- | -------- | -------- | ----- | -------- | ----- | -------- | -------- | ------- |
| 1941      | 南海      | 52    | 33    | 25    | 7     | 0        | 25    | 15    | --       | --          | .625  | 1356  | 344.2    | 243      | 5           | 113      | --    | 0        | 106      | 0     | 0        | 82    | 61       | 1.59     | 1.03    |
| 1942      | 南海      | 61    | 32    | 27    | 6     | 0        | 24    | 20    | --       | --          | .545  | 1463  | 372.0    | 252      | 1           | 104      | --    | 1        | 122      | 0     | 1        | 82    | 47       | 1.14     | 0.96    |
| 通算：2年 | 通算：2年 | 113   | 65    | 52    | 13    | 0        | 49    | 35    | --       | --          | .583  | 2819  | 716.2    | 495      | 6           | 217      | --    | 1        | 228      | 0     | 1        | 164   | 108      | 1.36     | 0.99    |

### 記録
- シーズン防御率1.14：1942年　※球団記録[10]

### 背番号
- 19 （1941年 - 1943年）